# Agasanal
Agasanal là một làng thuộc tehsil Indi, huyện Bijapur, bang Karnataka, Ấn Độ.Nó nằm ở Indi taluk của Huyện Bijapur ở Karnataka.